# 路易斯·蒙蒂
路易斯·蒙蒂（西班牙語：Luis Monti，1901年5月15日—1983年9月9日），阿根廷、意大利男子足球运动员，场上位置是中场。他曾代表阿根廷国奥队参加1928年夏季奥林匹克运动会足球比赛，获得一枚银牌。蒙迪是歷年來少有曾經代表兩個不同國家參加國際足協世界盃，亦是唯一一位代表兩國同樣晉身決賽階段的球員，1930年他代表自己的祖國阿根廷參加決賽，但最終輸給烏拉圭；1934年蒙迪代表意大利參加世界盃，在決賽擊敗捷克斯洛伐克奪得冠軍。

## 榮譽

### 球員
球會
颶風隊
- 阿根廷甲組足球聯賽 (1): 1921

聖羅倫素
- 阿根廷甲組足球聯賽 (3): 1923，1924，1927

祖雲達斯
- 意大利甲組足球聯賽 (4): 1931–32, 1932–33, 1933–34, 1934–35
- 意大利盃 (1): 1937–38

### 國際賽
阿根廷
- 南美足球錦標賽: 1927
- 男子夏季奧運足球: 亞軍（1928）

意大利
- 國際足協世界盃: 1934
- 中歐國際盃: 1933–35

### 個人
- 世界盃全明星隊 (2): 1930, 1934[2]

### 領隊
祖雲達斯
- 意大利盃 (1): 1941–42